# Dél-Szavónia
Dél-Szavónia (más néven Dél-Savo, finnül: Etelä-Savo, svédül: Södra Savolax) egy régió Finnország keleti részén. Népessége 131 688 fő volt 2021-ben, így népsűrűsége csupán 10,41 fő/km2. 12 községre oszlik. Északon Észak-Szavónia, keleten Észak-Karélia, délen Dél-Karélia és Kymenlaakso, nyugaton pedig Päijät-Häme és Közép-Finnország határolja.

## Települései[4]
Dél-Szavónia 2000 fő feletti települései (zárójelben a 2021-es népesség látható):
- Mikkeli (36 706)
- Savonlinna (20,554)
- Pieksämäki (12,589)
- Mäntyharju (3,511)
- Juva (2,974)
- Kangasniemi (2,633)
- Kerimäki (2,160)
- Ristiina (2,079)

## Községei
- Enonkoski
- Hirvensalmi
- Juva
- Kangasniemi
- Mäntyharju
- Mikkeli
- Pertunmaa
- Pieksämäki
- Puumala
- Rantasalmi
- Savonlinna
- Sulkava

## Statisztikák

### Népesség
Dél-Szavónia népessége az 1980-as évek óta csökken, ellentétben Finnországéval, ami folyamatosan nő.

### Megoszlás korcsoport szerint
A Dél-Szavóniaiak majdnem harmada, 32,5%-a 65 év feletti.